# Gino Lucetti
Gino Lucetti (né à Carrare le 31 août 1900, mort à Ischia le 17 septembre 1943) est un anarchiste italien.
Le 11 septembre 1926 à Rome, il lance une grenade sur la voiture de Mussolini, mais l'explosion n'atteint pas le dictateur. Il est arrêté et condamné à 30 ans de prison.

## Biographie
Pendant la Première Guerre mondiale, Gino Lucetti réalise sa période militaire dans un détachement d'assaut. Après la guerre, comme c'est le cas de nombre d'arditi d'Italie qui donneront naissance aux arditi del popolo, sa conscience politique s'affirme et il prend le parti de s'opposer au fascisme.
Il émigre en France d'où il revient avec l'objectif d'attenter à la vie de  Benito Mussolini.
Le 11 septembre 1926, place de Porta Pia à Rome, il lance une bombe sur l'automobile dans lequel le dictateur voyage. La bombe rebondit et explose. Lucetti est arrêté et déclare dans le commissariat : « je ne suis pas venu avec un bouquet de fleurs pour  Mussolini. J'avais l'intention de me servir du révolver si je n'avais pas obtenu le résultat souhaité avec la bombe ».
Il est jugé en juin 1927 et condamné aux travaux forcés à perpétuité, la peine de mort étant réintroduite plus tard. Avec lui, Leandro Sorio et Stefano Vatteroni sont condamnés à vingt ans comme complices, mais la lumière n'a jamais été faite sur l'organisation de l'attentat. Certains ont avancé l'hypothèse que le geste de Lucetti a été minutieusement préparé et que l'organisation aurait engagée de nombreuses personnes de plusieurs villes italiennes. Quoi qu'il en soit, Vincenzo Baldazzi, un des principaux membres des Arditi del Popolo puis de la  résistance romaine, est condamné pour avoir fourni le pistolet à Lucetti, et par la suite Vincenzo Baldazzi est de nouveau condamné pour l'aide financière apportée à la femme de Lucetti.
En 1943 Lucetti est libéré par les alliés mais meurt peu de temps après à Ischia lors d'un bombardement le 17 septembre 1943.

## Postérité
Une brigade anarchiste de la résistance reçut le nom de Gino Lucetti, le « bataillon Lucetti », qui combattit dans la région de Carrare. Maurizio Maggiani l'évoque dans Coraggio del Pettirosso.

## Sources
- (it) Cet article est partiellement ou en totalité issu de l’article de Wikipédia en italien intitulé « Gino Lucetti » (voir la liste des auteurs).